# Boni (Supermarkt)
Die Boni Markten B.V. ist ein niederländisches Einzelhandelsunternehmen, das unter dem Namen Boni zurzeit (Stand: November 2023) 51 Supermärkte betreibt. Die Märkte sind preislich und von der Einrichtung vor allem mit Discountern vergleichbar. Der Name des Unternehmens leitet sich vom Wort Bonus ab. Das Unternehmen, das Mitglied der Einkaufsgemeinschaft Superunie ist, hat seinen Sitz in Nijkerk.

## Geschichte

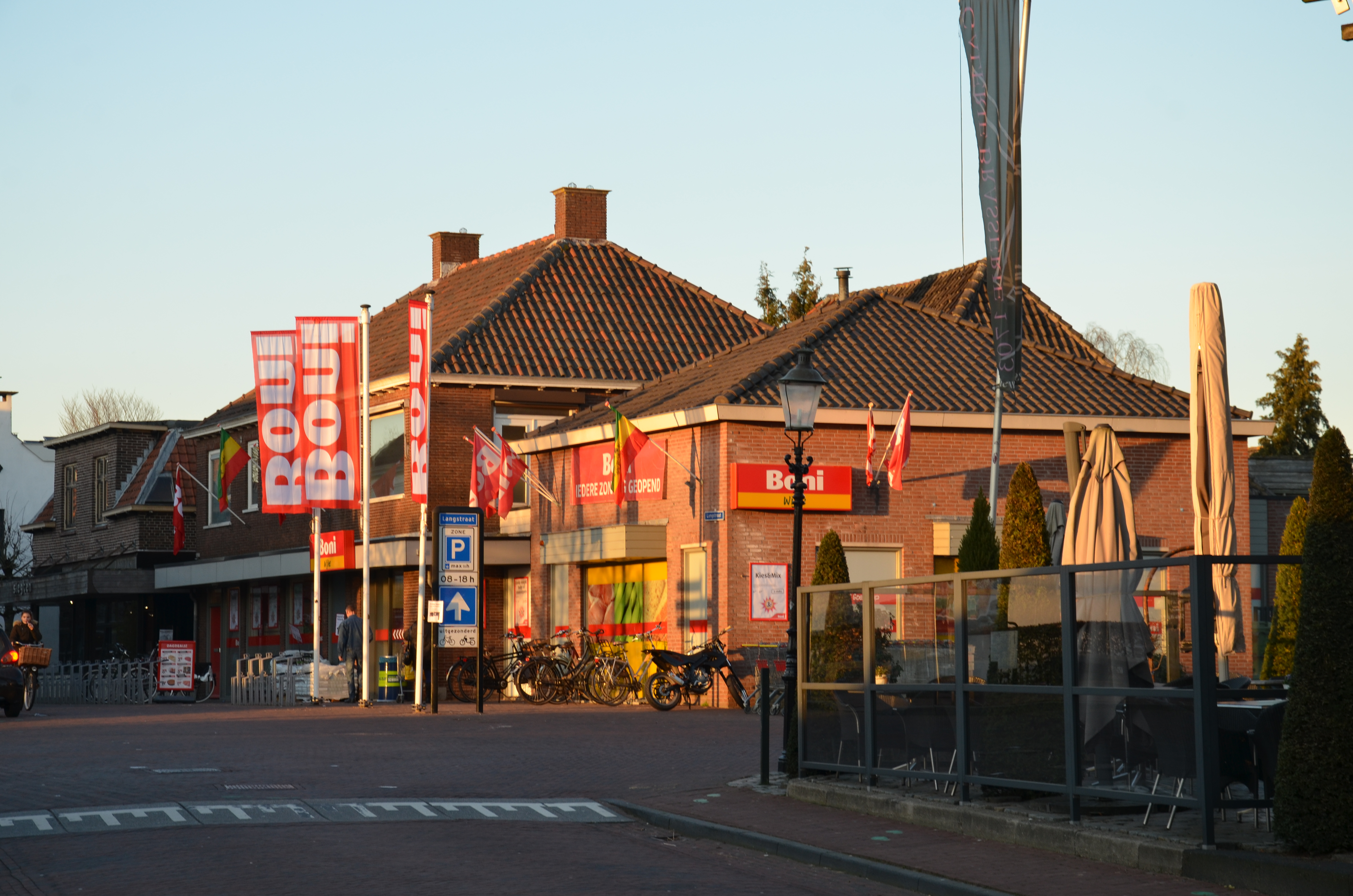
Eine Boni-Filiale in Olst-Wijhe, 2019

### Anfänge und erste neue Ausrichtung (1972–2010)
Die Ursprünge des Unternehmens finden sich im Jahr 1972, als kurz vor Weihnachten von Gerrit Klaassen der erste Markt in Drachten eröffnet wurde. Der Markt war mit Holzregalen ausgestattet, die Waren bis unter die Decke gestapelt. Am heutigen Hauptsitz in Nijkerk entstand 1984 ein Distributionszentrum. Am 1. Januar 1996 fusionierten Flevozoom, Cok/Midland, Zuivelcentrum Zuid und Van Twillert zur Prisma Food Group. Boni, bis dato Teil von Flevozoom, gehörte fortan zu Prisma. Am 17. Oktober 2000 wurde bekannt, dass die Sligro Food Group beabsichtigte, die Prisma Food Group zu kaufen. Der Kauf wurde am 4. Januar 2001 rechtskräftig. Boni schied aus dem Unternehmensverbund aus, wurde selbstständig und trat im selben Monat der Einkaufsgemeinschaft Superunie bei. Das Geschäftsjahr 2004 schloss man mit einem Umsatz von 160 Millionen Euro ab.
Ab August 2005 begann eine Profilausrichtung. So wurde die Preisthematik hervorgehoben, ein neues Logo samt neuem Farbschema (rot-weiß statt gelb-blau) eingeführt. Zeitgleich begann man damit den Zusatz Supermarkt im Logo durch den jeweiligen Namen des Ortes oder der Stadt, in dem bzw. der sich der Markt befand zu ersetzen. Standorte in Ede, Harderwijk und Staphorst waren ab Herbst 2005 die ersten Filialen mit dem neuen Logo. Ein komplett auf Discount-ausgerichtete Konzept namens Budget Supermarkt wurde ab April 2007 getestet. Eine Testfiliale befand sich in Harderwijk. Am 27. Januar 2009 ging eine überarbeitete Website des Unternehmens online. Ebenfalls im Januar 2009 übernahm man von Schuitema zwei C1000-Standorte, die Schuitema als unrentabel oder zu klein eingestuft hatte.

### Fortlaufende Entwicklung und weitere Filialübernahmen (2011–2022)
Im Mai 2011 startete Boni einen eigenen Onlineshop. In der Budget Supermarkt-Testfiliale in Harderwijk wurden ab November 2011 auch Handelsmarkenprodukte des französischen Einzelhändlers Carrefour gelistet. Am 1. August 2012 wurde die 37. Filiale eröffnet. Die Wahl des Standorts fiel dabei auf Nunspeet. Ab August 2012 begann man das Kühlmobiliar der Märkte mit Türen zu versehen.
Erneut übernahm Boni C1000-Filialen, dieses Mal im Mai 2015. In diesem Fall handelte es sich um zuvor von Schuitema an Albert Heijn verkaufte Standorte. Ab Herbst 2015 war man Lieferant des Online-Supermarktes Picnic und übernahm die Bereitstellung der Waren. Zum 31. März 2016 schloss der sich in Almere befindliche Standort und wurde am 13. April 2016 als Vomar wiedereröffnet. Der eigene Onlineshop wurde im Herbst 2017 eingestellt. Eine mögliche Allianz und Zusammenarbeit der beiden Ketten Boni und Nettorama wurde erstmals ab Februar 2019 geprüft. Schlussendlich gab man am 23. April 2019 bekannt, das es zu keiner Zusammenarbeit kommen würde. Am 12. Oktober 2019 eröffnete in Mijdrecht eine Filiale nach Umbau wieder. Hervorgehoben wurden dabei vor allem Discount-Elemente, sodass die Filialeinrichtung an den Mitbewerber Nettorama erinnerten. Als letzte der niederländischen Supermarktketten stoppte Boni im August 2021 den Verkauf von Masthähnchen.
Die Unternehmen Plus und Boni gaben am 14. April 2022 die Beabsichtigung eines Verkaufs von acht Plus- bzw. Coop-Filialen an Boni bekannt. Hintergrund war die zuvor von der niederländischen Wettbewerbsbehörde Autoriteit Consument en Markt (kurz ACM) erteilte Zustimmung zur Fusion zwischen Coop und Plus. Dabei wurden beide Unternehmen verpflichtet zwölf Coop- bzw. Plus-Filialen an Mitbewerber zu verkaufen. Nachdem die ACM am 19. Mai 2022 dem Verkauf von fünf Coop- und drei Plus-Märkten zustimmte, begann Boni mit der Umflaggung dieser Filialen. Als erster Standort wurde dabei der ehemalige Coop-Markt in Terborg umgeflaggt und am 15. Juni 2022 neueröffnet. Der Meilenstein von 50 Filialen konnte am 28. September 2022 gefeiert werden. Die Eröffnung erfolgte dabei in einem weiteren ehemaligen Plus-Markt. Dieser befand sich in Harmelen. Die Zusammenarbeit mit Picnic endete zum Jahresende 2022.

### Fusion und Aufgabe der Marke (2023–)
Eine landesweite Marketingkampagne wurde im Februar 2023 gestartet. Es war die erste Kampagne mit landesweiter Reichweite seitens des Unternehmens. In der Kampagne kam dabei der neue Slogan Blij met een Boni in de buurt (dt.: Glücklich, ein Boni in der Nähe zu haben) erstmalig zum Einsatz. Am 28. Juli 2023 wurde bekannt, dass die Ketten Boni und Nettorama fusionieren und zukünftig als Nettorama am Markt auftreten wollen, der Name Boni soll in diesem Zuge verschwinden. Filialschließungen seien nicht geplant, allerdings sollen bei den Beschäftigten in den Zentralen Doppelstrukturen abgebaut werden. Die ACM leitete am 4. August 2023 offiziell ein Fusionsverfahren ein. Der Fusion stimmte sie am 18. August 2023 zu.

## Handelsmarken
Eine eigene Handelsmarke führt Boni nicht. Stattdessen bezieht man u. a. die Marke G'woon (Eigenschreibweise: g'woon) sowie weitere Handelsmarken, die auch von anderen Superunie-Mitgliedern genutzt werden bzw. werden können.

## Kritik
Im Dezember 2004 entließ das Unternehmen die 25-jährige Marelle Klonovski. Klonovski arbeitete in einem Boni-Markt in Emmen als Kassiererin. Anlass der Entlassung war nach Angaben der Betroffenen, dass sie nach Ansicht ihres Arbeitgebers mit 25 Jahren zu teuer sei. Das Unternehmen entgegnete, dass schlechte Arbeitsleistungen Grund für die Entlassung gewesen seien. Das durchweg positive Arbeitszeugnis sei als Formsache standardisiert ausgestellt worden. Tatsächlich stellte die Kette als Ersatz für Klonovski drei jüngere Mitarbeiter ein. Die Betroffene wandte sich an die damalige niederländische Gleichbehandlungskommission, die ihr Recht gab und das Unternehmen rügte. Klonovski verklagte Boni in Folge auf Schadensersatz und gewann 2009 den Prozess.
Mehrere Tierschutzorganisationen forderten Boni im Februar 2015 auf eine zuvor begonnene Aktion mit Bezug auf ein Delfinarium zu beenden. So konnten Kunden aufgrund des 50-jährigen Bestehens des Dolfinarium Harderwijk rabattierte Eintrittskarten in den Filialen der Kette erwerben sowie Freikarten und ähnliche Preise gewinnen. Angeprangert wurde die umstrittene Haltung der in Gefangenschaft lebenden Tiere im Themenpark.
Das niederländische RTL zeigte Ende Juni 2021 in einem Bericht verdeckt gedrehte Aufnahmen aus dem Schlachthof Gosschalk in Epe, auf denen Misshandlungen der dort zur Schlachtung gehaltenen Tiere zu sehen waren. Boni, das als einer der Unternehmen Fleisch u. a. von diesem Schlachthof bezog, kündigte am Tag nach der Ausstrahlung an, weiterhin Fleisch vom Schlachthof beziehen zu wollen, revidierte diese Entscheidung jedoch bereits am Folgetag. Anfang September 2021 wurde bekannt, dass der Schlachthof dauerhaft nicht mehr als Fleischlieferant für das Unternehmen in Erscheinung treten werde.
2023 wurde Boni als der am wenigsten nachhaltige Supermarkt des Landes bewertet.

## Sonstiges
Am 27. Januar 2009 wurde eine Kassiererin eines Amsterdamer Boni-Markts von ihrem Ex-Freund auf Arbeit erstochen, sie verstarb wenig später im Krankenhaus. Der Täter vergiftete sich mit einem mitgebrachten Getränk selbst und erlag seinen Verletzungen am Folgetag. 2013 wurde in einem Tweet öffentlich bekannt gegeben, dass alleine aus der Filiale in Ede in einem Jahr 146 Einkaufskörbe entwendet wurden. Zeitgleich bat man Kunden die Körbe wieder in den Markt zurückzubringen. Zwischen 2013 und 2020 war Boni Hauptsponsor des Fußballvereins VV Sparta Nijkerk. Im Januar 2021 kam es zu einem Zwischenfall vor der Filiale in Borger. Eine Krähe griff Menschen auf dem Parkplatz der Filiale an, zudem versuchte sie Lebensmittel aus den Tüten der dortigen Kunden zu stehlen. Ähnlich gelagerte Angriffe wurden auch aus anderen Teilen der Gemeinde gemeldet.